# طائر ركاض
طائر رَكَّاض أو طائر الرعد (الاسم العلمي: Dromornis)، جنس طيور منقرضة تعود لما قبل التاريخ يصل ارتفاعه إلى 3 أمتار (9.8 أقدام) ويصل وزنه إلى 730 كجم (1610 رطل). وتنتمي إلى فصيلة الطيور الركاضة.